# Metallica (album)
Metallica – piąty album studyjny zespołu Metallica wydany 12 sierpnia 1991 roku. Znany również pod nazwą The Black Album („czarny album”). Album okazał się ogromnym sukcesem komercyjnym, uzyskując status diamentowej płyty w Stanach Zjednoczonych, gdzie został sprzedany w liczbie ponad 16 milionów egzemplarzy (według danych z kwietnia 2002 roku było to 13.101.377, zaś w maju 2014 – 16.002.000 na terenie Stanów Zjednoczonych).
W 2003 album został sklasyfikowany na 252. miejscu listy 500 albumów wszech czasów magazynu Rolling Stone.

## Charakterystyka płyty
Metallica to płyta inna od wcześniejszych dokonań zespołu. Jest albumem, który najczęściej wymienia się przy podziale dyskografii zespołu jako graniczny między okresem thrashmetalowym i rockowym. Mimo że prezentuje muzykę o wiele lżejszą i spokojniejszą, przez wielu fanów uważana jest za najlepsze dokonanie zespołu. Pierwszy z nich to „Enter Sandman” – stał się on jedną z najbardziej rozpoznawalnych piosenek metalowych w historii. Drugi, to ballada „Nothing Else Matters”, której tekst opowiada o trudzie rozstania z bliskimi na czas tras koncertowych. Równie znana stała się ballada „The Unforgiven”, której drugą odsłonę zamieszczono na płycie Reload, a trzecią na płycie Death Magnetic.

## Lista utworów
Opracowano na podstawie materiału źródłowego.
| Nr  | Tytuł utworu           | Autorzy                                   | Długość |
| --- | ---------------------- | ----------------------------------------- | ------- |
| 1.  | „Enter Sandman”        | James Hetfield, Lars Ulrich, Kirk Hammett | 5:32    |
| 2.  | „Sad but True”         | Hetfield, Ulrich                          | 5:24    |
| 3.  | „Holier Than Thou”     | Hetfield, Ulrich                          | 3:47    |
| 4.  | „The Unforgiven”       | Hetfield, Ulrich, Hammett                 | 6:27    |
| 5.  | „Wherever I May Roam”  | Hetfield, Ulrich                          | 6:44    |
| 6.  | „Don’t Tread on Me”    | Hetfield, Ulrich                          | 4:00    |
| 7.  | „Through the Never”    | Hetfield, Ulrich, Hammett                 | 4:04    |
| 8.  | „Nothing Else Matters” | Hetfield, Ulrich                          | 6:28    |
| 9.  | „Of Wolf and Man”      | Hetfield, Ulrich, Hammett                 | 4:16    |
| 10. | „The God That Failed”  | Hetfield, Ulrich                          | 5:08    |
| 11. | „My Friend of Misery”  | Hetfield, Ulrich, Jason Newsted           | 6:49    |
| 12. | „The Struggle Within”  | Hetfield, Ulrich                          | 3:53    |
|     |                        |                                           | 1:02:32 |

## Twórcy
Opracowano na podstawie materiału źródłowego.
Zespół Metallica
- James Hetfield – wokal prowadzący, gitara rytmiczna, gitara solowa w „Nothing Else Matters”, produkcja muzyczna; sitar w „Wherever I May Roam”
- Kirk Hammett – gitara prowadząca
- Lars Ulrich – perkusja, instrumenty perkusyjne, produkcja muzyczna
- Jason Newsted – gitara basowa, wokal wspierający

Personel techniczny
- Don Brautigam – oprawa graficzna
- Ross Halfin, Rick Likong, Rob Ellis – zdjęcia
- Bob Rock – produkcja muzyczna
- Randy Staub, Mike Tacci – inżynieria dźwięku
- George Marino – mastering
- Michael Kamen – orkiestracja (8)
- Scott Humphrey – instrumenty klawiszowe

## Listy sprzedaży
| Lista                     | Kraj              | Pozycja | Status              |
| ------------------------- | ----------------- | ------- | ------------------- |
| Ö3 Austria Top 40         | Austria           | 5       |                     |
| ARIA Charts               | Australia         | 1       | 12x platynowa płyta |
| Billboard Canadian Albums | Kanada            | 1       | diamentowa płyta    |
| Suomen virallinen lista   | Finlandia         | 4       | 2x platynowa płyta  |
| IFPI Greece               | Grecja            | 3       |                     |
| MegaCharts                | Holandia          | 6       |                     |
| Oricon                    | Japonia           | 3       |                     |
| Recorded Music NZ         | Nowa Zelandia     | 1       |                     |
| VG-Lista                  | Norwegia          | 1       |                     |
| OLiS                      | Polska            | 9       | platynowa płyta     |
| Sverigetopplistan         | Szwecja           | 4       |                     |
| Schweizer Hitparade       | Szwajcaria        | 1       |                     |
| Billboard 200             | Stany Zjednoczone | 1       | 16x platynowa płyta |
| UK Albums Chart           | Wielka Brytania   | 1       | 2x platynowa płyta  |
| FIMI                      | Włochy            | 66      |                     |